# Luchtenburg (Buren)
Luchtenburg is een buurtschap in de Nederlandse gemeente Buren, gelegen in de provincie Gelderland. Het ligt aan de weg tussen Ingen en de veerpont naar Elst.

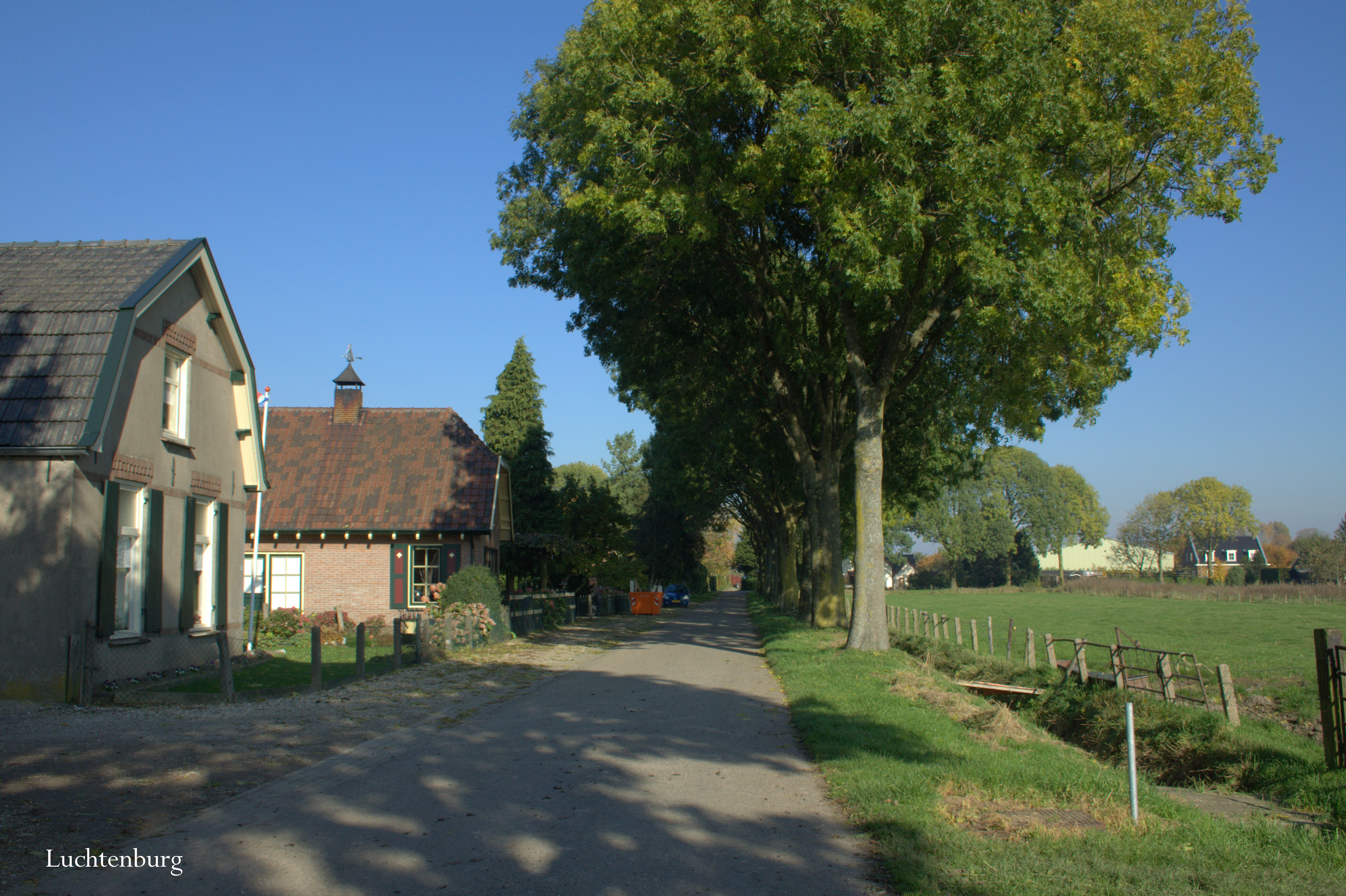
Luchtenburg

Hoofdplaats: Maurik

Stad: Buren

Dorpen: Asch · Beusichem · Buurmalsen (deels) · Eck en Wiel · Erichem · Ingen · Kapel-Avezaath (deels) · Kerk-Avezaath (deels) · Lienden · Ommeren · Ravenswaaij · Rijswijk · Zoelen · Zoelmond

Buurtschappen: Aalst · Bontemorgen · De Bosjes · Essebroek · Ganzert · De Heuvel · Hoog Kana · Hoogmeien · Klinkenberg · Leutes · Luchtenburg · Lutterveld · De Mars · Meerten · Meertenwei · Ommerenveld · Twee Sluizen · Zandberg · Zevenmorgen · Zwarte Paard

Gelderland: Steden en dorpen in Gelderland      Nederland: Provincies · Gemeenten